# Лех Емфазій Стефанський
Лех Емфазій Стефанський (пол. Lech Emfazy Stefański) (*2 липня 1928, Варшава — 21 грудня 2010, Старе Залубиці) — польський письменник, публіцист, перекладач белетристики, автор і співавтор книжок з парапсихології та паранормальних явищ, актор та режисер. Учасник Варшавського повстання.

## Біографічні дані
Перший етап здобуття освіти припав на Другу світову війну та період окупації Польщі — тоді Стефанський закінчив професійну школу хімії. Брав участь у Варшавському повстанні в лавах Армії Крайової під позивним Emfazy; з тих пір цей позивний став його авторським псевдонімом та частиною імені, яку він завжди застосовував, підписуючи книжки та публікації.
У 1965 закінчив навчання на режисерському факультеті Вищої театральної школи у Варшаві, у 1967 отримав диплом. Працював у театрі (у 1954-55 разом з Мироном Бялошевським та Зигмунтом Герлінгом організував авангардний «Театр на Тарчинській» (пол. Teatr na Tarczyńskiej)), у журналі Po prostu, писав книжки, статті, сценарії, був режисером вистав і перекладачем поезії та прози.
Є співзасновником Польської церкви рідновірів, зареєстрованої у 1995 у реєстрі церков та інших релігійних організацій. За життя був також її головним жрецем.
Важливе місце у діяльності Стефанського займали дослідження в галузі парапсихології та пов'язані з ними публікації. Він був одним з найбільш відомих польських парапсихологів, співзасновником і активним діячем Польського психотронного товариства (пол. Polskie Towarzystwo Psychotroniczne) та групи ATHANOR.
Помер 21 грудня 2010. 28 грудня 2010 був похований на Лютеранському цвинтарі у Варшаві.

## Книжки та публікації
- Від магії до психотроніки (пол. Od magii do psychotroniki) (у співавторстві з Міхалом Комаром; інша назва — Ars magica)
- Lewitujący z Oćmawy
- Алхіміки (пол. Alchemicy)
- Білий пил (пол. Biały pył)
- Блакитний пес (пол. Niebieski pies)
- Wyrocznia Słowiańska

## Фільми
- Ballada młyńskiego koła (1971)
- Захисні кольори (1976)
- Голоси (пол. Głosy) (1980)
- Siedem życzeń (1984)
- Parę osób, mały czas (2005)